# 白雲母
白雲母（しろうんも、英語: muscovite、マスコバイト）は、ケイ酸塩鉱物（フィロケイ酸塩鉱物）の一種。化学組成は KAl2□AlSi3O10(OH)2、結晶系は単斜晶系、まれに三斜晶系のものもある。雲母グループのうち、2八面体雲母に属する。

## 産出地
火成岩（花崗岩など）や変成岩（片麻岩や結晶片岩）にごく普通に含まれる造岩鉱物。ペグマタイトには大きな結晶が産する。
日本では、各地のペグマタイト鉱床から広範に産出し、福島県石川町周辺は、大型結晶を多産する地域として著名である。

## 性質・特徴
和名のとおり、白色または透明で、組成によっては黄色、褐色などの色がついているものもある。
比重は2.9。モース硬度は2.5。
K のかわりに Na が入ったものはソーダ雲母（NaAl2□AlSi3O10(OH)2）であるが、外見上からは見分けにくい。

### 変種
絹雲母（sericite、セリサイト）
微細な白雲母。粘土鉱物の一種。
クロム白雲母（fuchsite、フクサイト）
含クロム白雲母。ヨハン・ネポムク・フォン・フックスにちなみ命名された。

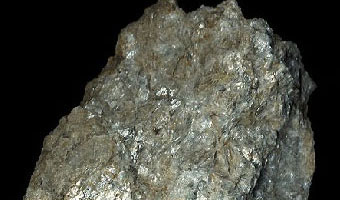
絹雲母
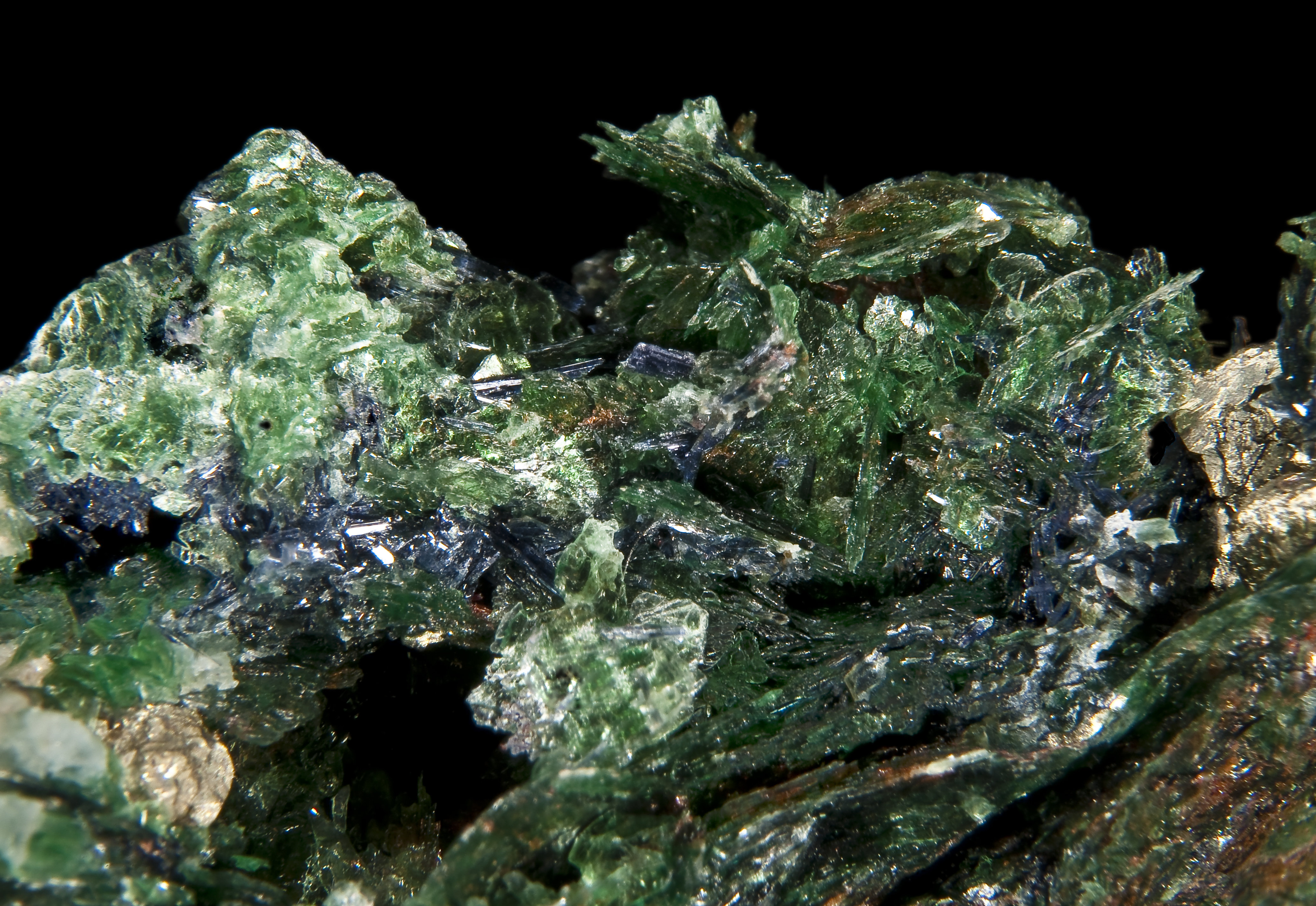
クロム白雲母（フクサイト）

## 用途・加工法

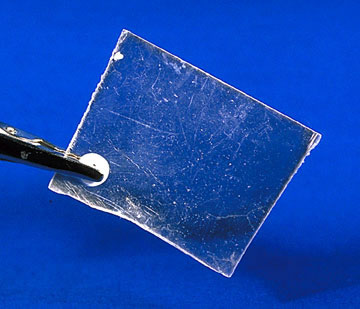
白雲母の薄層

大型結晶は造山運動の盛んな場所から発見され、採掘し、利用されている。
耐熱性のある絶縁材料として、真空管やアイロンの内部、そしてマイカコンデンサに用いられた。耐熱性のある透明材料として、ストーブののぞき窓にはめるなどの使い方もされる。微粉砕したものを、プラスチックや塗料に混ぜて、真珠光沢を持たせる顔料としても使われている。

## 名称
- 雲母にはキララの別名がある。三河国（愛知県）の吉良の地名は青鳥山周辺の地質にみられる斑れい岩を貫くペグマタイトの中に白雲母があり採取も行われていたことに由来にする[7]。
- Muscovite は、18世紀に用いられていた名称である「モスクワのガラス」に由来するが、この名称は、ウラル山脈産の白雲母が、モスクワ経由でヨーロッパへ輸出されたことによるものである。